# 구미 대둔사 삼장보살도
구미 대둔사 삼장보살도(龜尾 大芚寺 三藏菩薩圖)는 대한민국 경상북도 구미시 데둔사에 있는 조선시대의 불화이다. 2019년 6월 26일 대한민국의 보물 제2025호로 지정되었다.

## 개요
'구미 대둔사 삼장보살도'는 1740년(영조 16)에 영산회상도(靈山會上圖), 제석도(帝釋圖), 현왕도(現王圖), 아미타불도(阿彌陀佛圖)와 함께 조성되어 대둔사에 봉안되었던 작품으로, 이 중 삼장보살도만 유일하게 전해오고 있다. 제작에는 월륜(月輪), 치흠(致欽), 우평(雨平)이 참여하였는데 이들은 직지사 등 경북지역을 중심으로 활동한 화승들이었다는 점에서 교유관계와 양식의 전승 등을 파악할 수 있는 작품이다.
세로 238cm, 가로 279cm의 대규모 화면에 천장보살(天藏菩薩)과 지지보살(持地菩薩), 지장보살(地藏菩薩) 등 세 보살의 모임을 묘사한 그림으로 천장보살을 중심으로 높은 수미단(須彌壇) 위에 결가부좌한 세 보살과 각각의 권속이 질서 정연하면서도 짜임새 있게 배치되었다. 이 삼장보살도는 1661년에 간행된『천지명양수륙재의범음산보집(天地冥陽水陸齋儀梵音刪補集)』에 근거하여 18세기 삼장보살도의 새로운 도상을 창출했다는 점에서 미술사적인 가치가 크다. 특히 16세기 이전으로 올라가는 작품들은 대부분 일본 등 해외에 전해지고 있고 17～18세기 초에 제작된 안동 석탑사 삼장보살도(1699년)나 대구 파계사 삼장보살도(1707년) 조차 도난으로 그 소재가 불분명하다는 사실에 비추어 18세기 전반 연대를 가진 삼장보살도로서 중요한 위치에 있다.
유려하면서도 세련된 필치와 안정된 구도, 적색과 녹색이 중심이 된 조화로운 색감 등에서 18세기 전반 불화 양식을 잘 반영하고 있으며, 1년 후에 조성된 상주 남장사 삼장보살도(1741년)와 함께 18세기 전반 경상북도 지역 삼장보살도의 기준이 되는 작품이다. 또한 불화의 조성과 관련된 화기(畵記)가 잘 남아있어, 제작시기와 참여자, 봉안장소 등에 관한 명확한 자료를 제공하고 있으므로 보물로 지정해 보호할 필요가 있다.

## 참고 자료
- 구미 대둔사 삼장보살도 - 국가유산청 국가유산포털